# 圣伯多禄堂 (美因茨)
圣伯多禄堂（Peterskirche）位于德国美因茨老城西北部. 是美因茨最重要的洛可可建筑之一。该堂创建于10世纪，主保是 圣伯多禄。现在是圣伯多禄-圣宜美拉堂区的教堂。

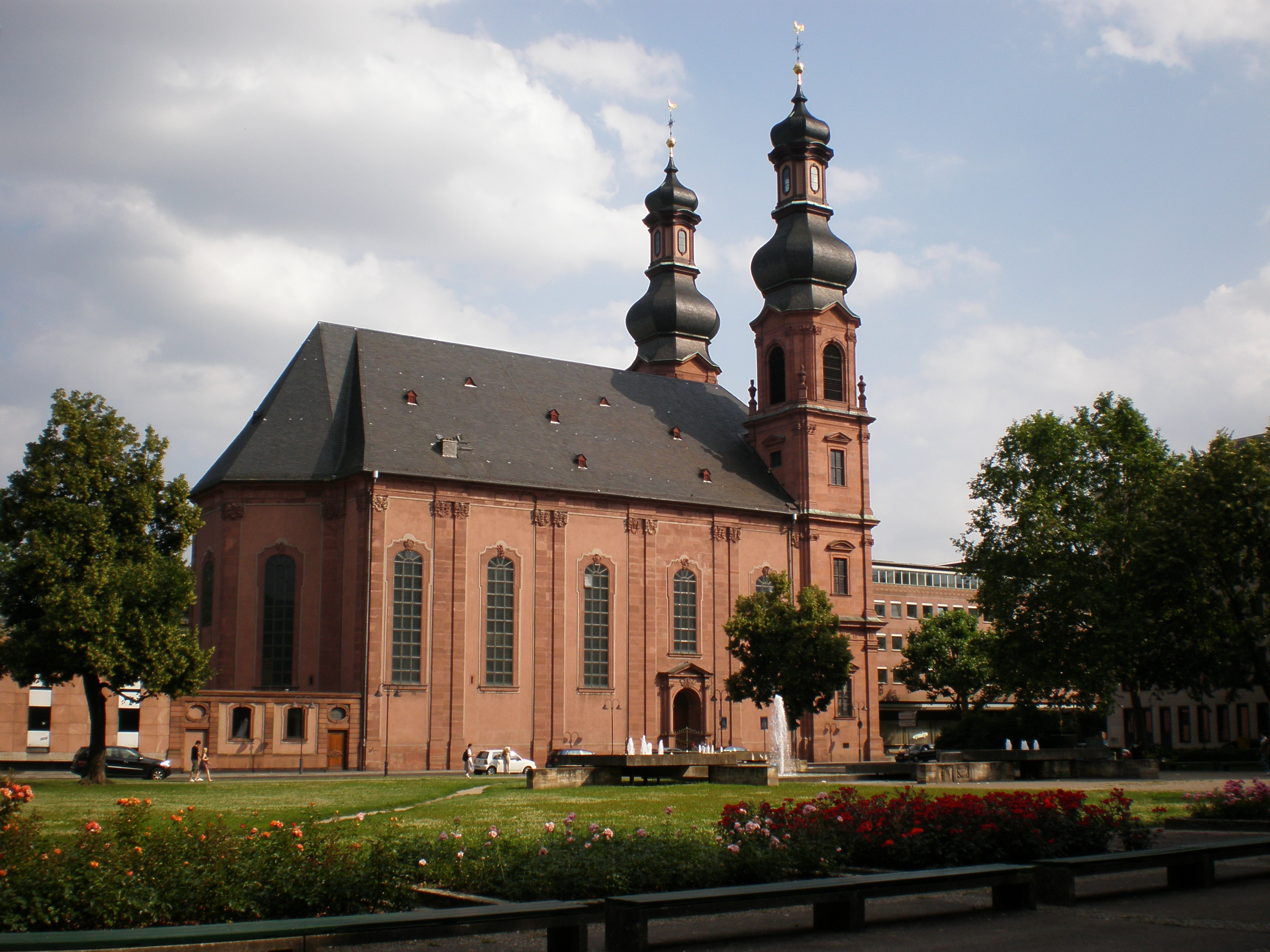

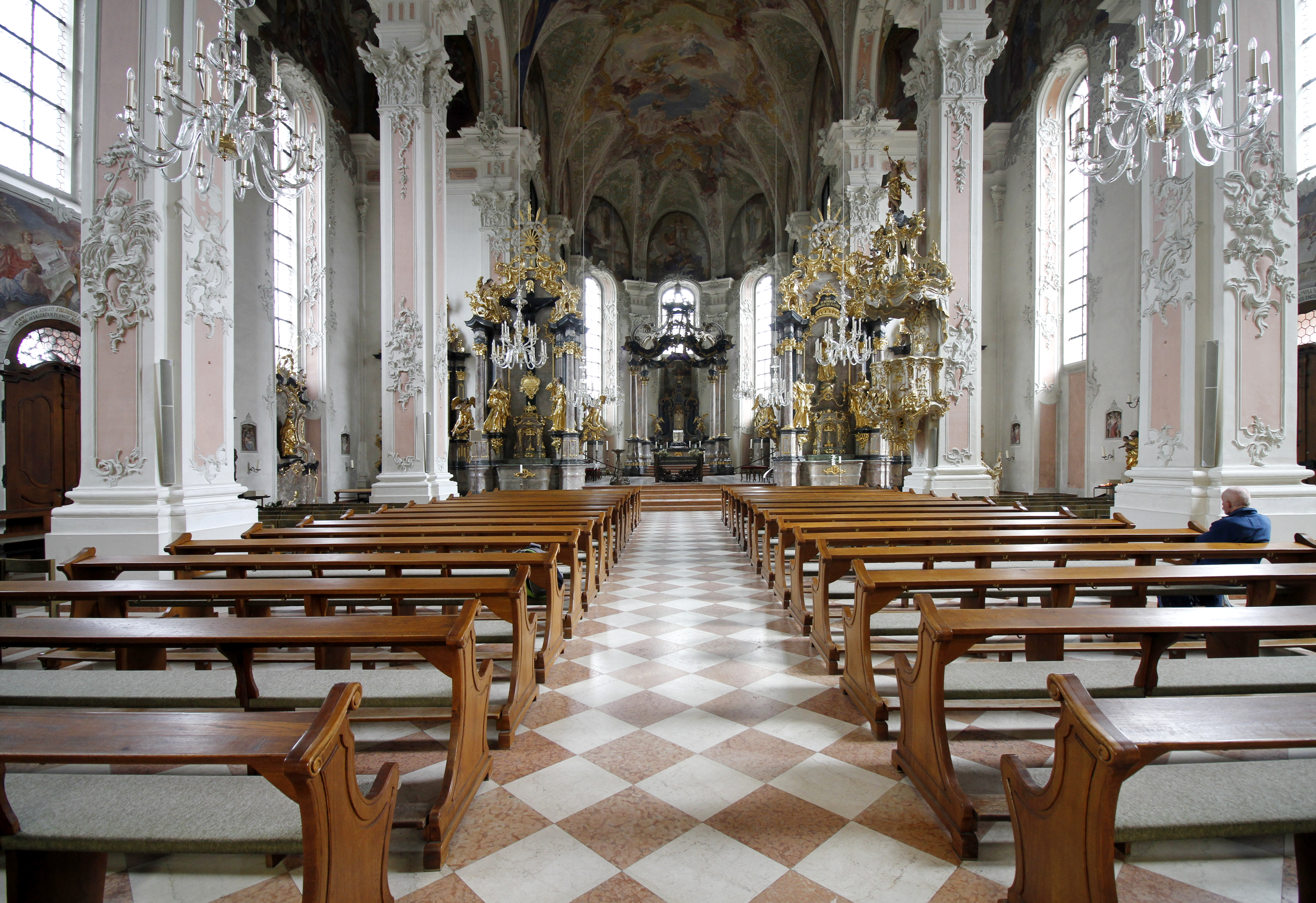

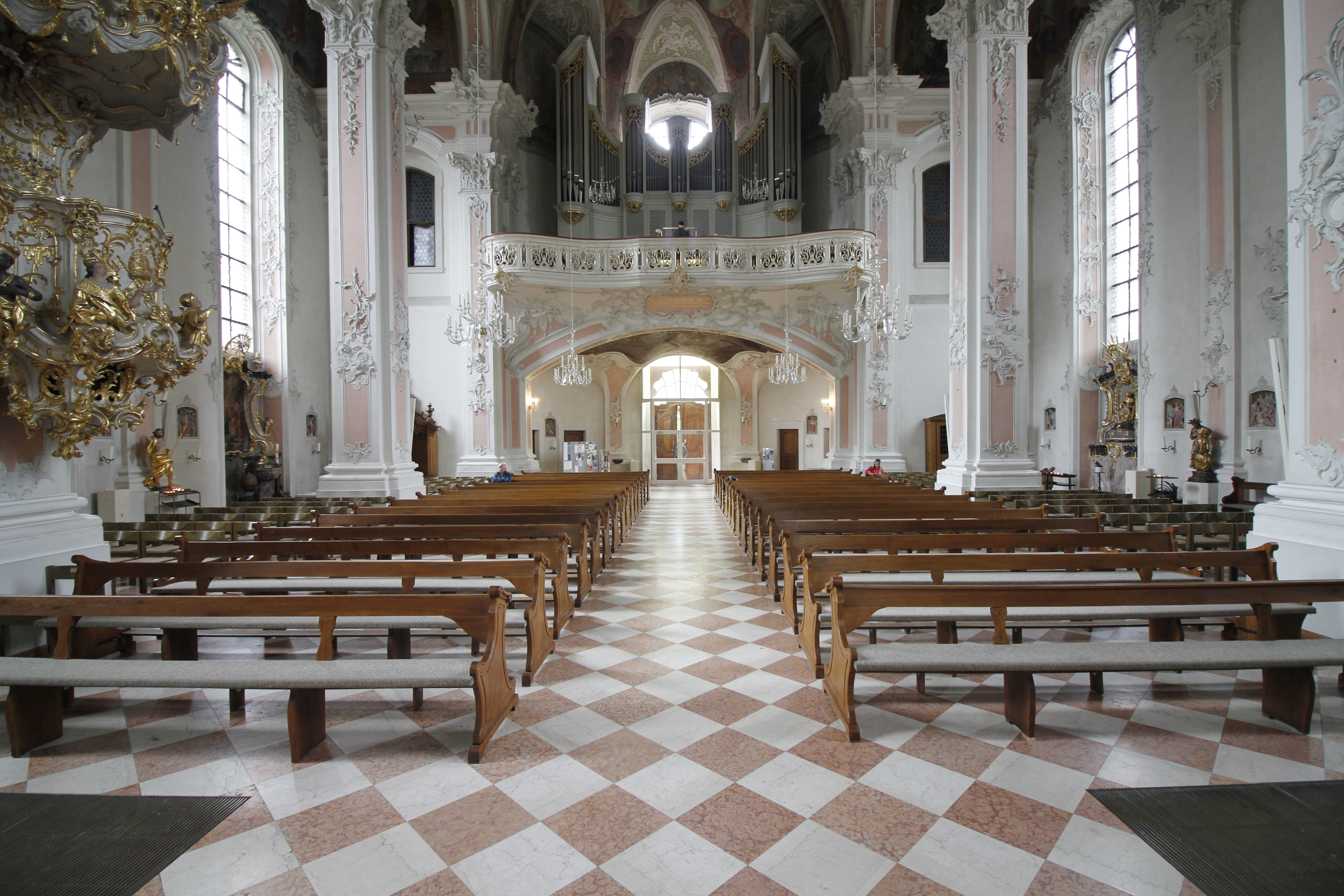

该堂由弗来德烈总主教创建于944年在城墙以北。由于其地处城门口的位置，在1631年三十年战争中被瑞典彻底摧毁。直到1749年，若望总主教才决定在美因茨选帝侯宫附近建造新堂，并于1756年5月2日为新堂祝圣。但直到1762年才建成。双洋葱头立面为建筑师约翰·瓦伦丁托曼设计。
德国世俗化开始后，该堂于1802年7月4日关闭。由于美因茨主教座堂部分成为废墟，1803年若瑟主教的就职典礼在圣伯多禄堂举行。在法国占领下，该堂在1813年沦为马厩。后来成为普鲁士军队的教堂，直到1918才成为本堂区教堂。
二战期间，该堂安然度过了1942年8月第一次空袭，但在1944年秋季第二次大空袭中，南塔被炸弹击中。1945年2月27日，美因茨几乎完全被空袭的燃烧弹摧毁。圣伯多禄堂立面被毁，中殿被烧。直到1952年，该堂才得以简单修复，临时使用。1959年重建开始。1961年，双塔恢复原貌。从1973年到1989年，经过多年的修复，教堂回到了教区。在此期间，卡尔·曼宁格根据旧照片创作了天花板壁画。